# دانشگاه ردلندز
دانشگاه ردلندز (به زبان انگلیسی: University of Redlands), یک دانشگاه خصوصی غیرانتفاعی در کشور ایالات متحده آمریکا است که در شهر ردلندز ایالت کالیفرنیا، واقع شده‌است. این دانشگاه در سال ۱۹۰۷ در زمینی به مساحت ۶۵ هکتار احداث و علاوه بر آن در شهرهای بربنک، کالیفرنیا، تمکیولا، رنکو کوکومانگو، ریورساید، سن دیگو نیز پردیس‌های جداگانه ای را اداره می‌نماید.
دانشکده‌های علوم و هنر، علوم آموزشی، دانشکده بیزنس، دانشکده موسیقی و دانشکده مطالعات تکمیلی از جمله دانشکده‌های این دانشگاه می‌باشند. همچنین، مؤسسه مطالعات تحلیلی اقتصاد منطقه ای (ISEA)
، مرکز بررسی اختلالات ارتباطی تروزدیل، مرکز GIASB و مرکز مطالعات علوم مهندسی و محیط زیست ستافر (به انگلیسی: Stauffer Center for science, Mathematics and Environmental Studies) نیز تعدادی از مراکز تحقیقاتی و پژوهشی این دانشگاه می‌باشد.

## دانشکده‌ها
دانشکده علوم و هنر (CAS), محل تحصیل بالغ بر ۲۴۰۰ دانشجو در مقطع کارشناسی و حدود ۱۰۰ دانشجو در مقطع کارشناسی ارشد، از ۴۱ ایالت و ۲۸ کشور به صورت تمام وقت می‌باشند.
این دانشکده با استفاده از ۱۸۷ استاد تمام وقت، ۵۰ رشته تحصیلی را پوشش داده‌است.
۸۵ درصد از اساتید تمام وقت این دانشکده دارای مدرک پی اچ دی بوده و نسبت دانشجو به استاد در دانشکده علوم و هنر ۱۳:۱ می‌باشد.

## مرکز جانسون
دانشکده بیزنس دانشگاه ردلندز در سال ۱۹۷۶ تحت نام دانشکده آلفرد نورث وایتهد شروع به فعالیت نموده است. سال ۲۰۱۰ در این دانشکده حدود ۷۰۰ دانشجو در مقطع کارشناسی و ۸۰۰ دانشجو در مقطع کارشناسی ارشد مشغول به تحصیل بوده‌اند. در مقطع کارشناسی ارشد، این دانشکده بر روی ۳ رشته کارشناسی ارشد مدیریت، IT و MBA متمرکز شده‌است . دانشکده مطالعات پیوسته و مرکز مطالعات محیطی و GIS از زیر مجموعه‌های این دانشکده محسوب می‌شوند.

### دانشکده آموزش
مرکز عدالت آموزشی

## برخی از دانش آموختگان مشهور
- کارل مکینتاش(Carl W. McIntosh) رئیس سابق دانشگاه ایالتی آیداهو و دانشگاه ایالتی کالیفرنیا، لانگ بیچ و دانشگاه ایالتی مونتانا
- آلن شوگرت (Alan Shugart) , مؤسس شرکت سیگیت
- احمد بن عبدالعزیز آل سعود شاهزاده و وزیر سابق کشور عربستان سعودی
- پیت اگیولار (Pete Aguilar) نماینده مجلس ایالات متحده و شهردار سابق شهر ردلندز
- سام بروان (Sam Brown)فعال سیاسی مشهور
- وارن کریستوفر وزیر امور خارجه سابق ایالات متحده آمریکا
- مارک فابیانی (Mark D. Fabiani) وکیل و مشاور حقوقی بیل کلینتون
- پیتر گراف (Peter Groff) حقوق دان و عضو سابق مجلس سنای ایالت کلورادو
- هری رابینز هالدمن (H.R. Haldeman) رئیس ستاد کارکنان کاخ سفید در دوره ریاست جمهوری ریچارد نیکسون
- رابرت هرتزبرگ (Robert Hertzberg) نماینده مجلس سنای ایالت کالیفرنیای آمریکا
- لو جانکا (Les Janka) مشاور و رئیس امور مطبوعاتی کاخ سفید در دوره رونالد ریگان
- جیسون متیوو (Jason D. Matthews) مدیر ارشد ارتباطات شرکت بریتیش پترولیوم
- کنی لیوا (Connie Leyva) نماینده مجلس سنای ایالت کالیفرنیا
- وانیتا میلندر-مک دونالد (Juanita Millender-Mcdonald) نماینده دمکرات مجلس نمایندگان آمریکا به مدت ۱۰ سال
- گرتا موریس (Greta N. Morris) سفیر سابق ایالات متحده در جزایر مارشال
- پت موریس (Judge Pat Morris) سیاستمدار و شهردار سابق شهر سن برناردینو

## نگارخانه

ساختمان اداری دانشگاه ردلندز
کلیسای یادبود دانشگاه ردلندز
کتابخانه آرموکاست دانشگاه ردلندز
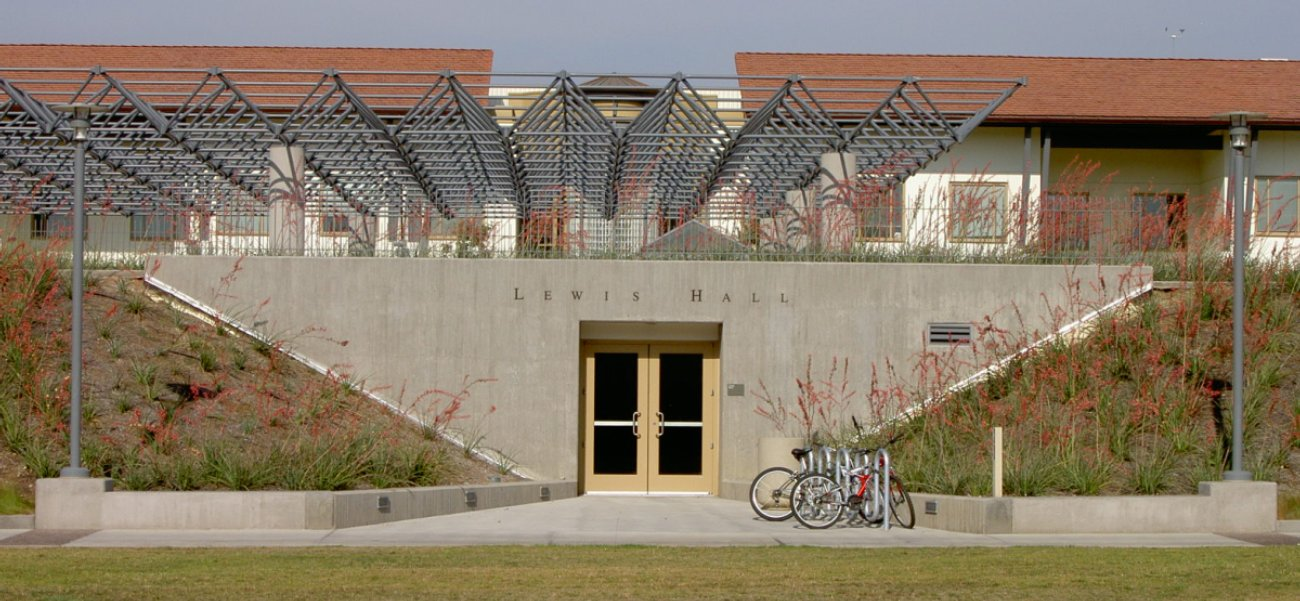
Lewis Hall دانشگاه ردلندز
Ann Peppers Hall دانشگاه ردلندز
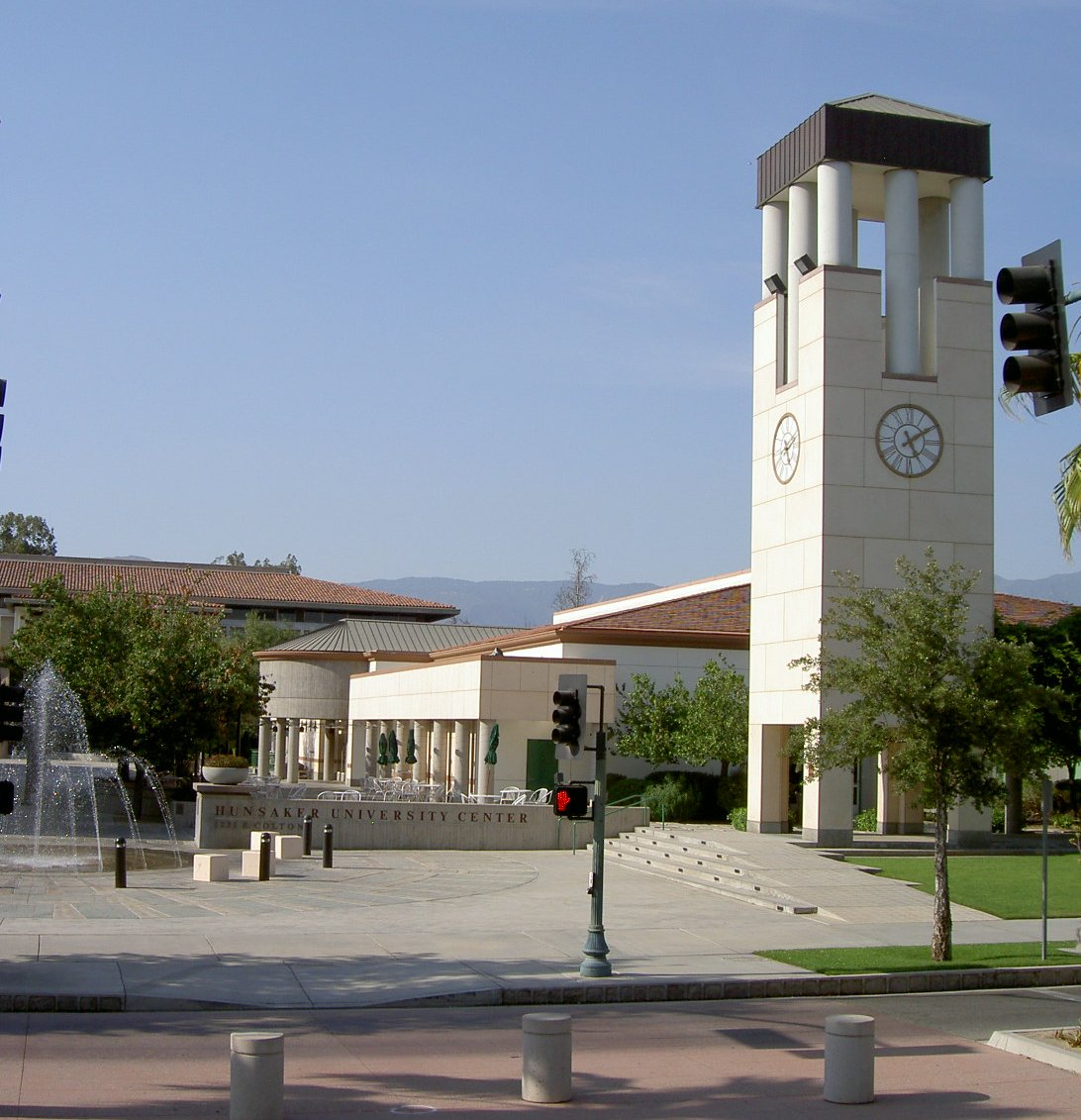
مرکز دانشگاه دانشگاه ردلندز